# Jules Plisson
Jules Plisson (Neuilly-sur-Seine, 20 agosto 1991) è un rugbista a 15 francese che gioca nel ruolo di mediano d'apertura con La Rochelle nel Top 14.
È nipote del regista Pascal Plisson.

## Biografia
Plisson iniziò la sua carriera professionistica unendosi nel 2010 allo Stade français. Reduce da tutta la trafila di nazionali giovanili, prese parte con la Francia Under-20 al campionato mondiale 2011 disputato in Italia.
Il 1º febbraio 2014 debuttò con la nazionale maggiore affrontando l'Inghilterra nel primo incontro valevole per il Sei Nazioni. Nel mese di novembre dello stesso anno collezionò anche una presenza con i Barbarians francesi affrontando la Namibia. L'anno successivo vinse il campionato francese con lo Stade français e con lo stesso club conquistò in seguito pure la Challenge Cup 2016-17.
Nel 2019, dopo avere militato per nove stagioni nello Stade français, si unisce a La Rochelle.

## Palmarès
- Campionati francesi: 1
Stade français: 2014-15
- Champions Cup: 1
La Rochelle: 2021-22
- Challenge Cup: 1
Stade français: 2016-17